# Psychopsiella limminghei
Psychopsiella es un género monotípico de orquídeas. Su única especie: Psychopsiella limminghei (E.Morren ex Lindl.) Lückel & Braem, es originaria de Sudamérica. 

## Características
Tiene una sola especie que ha sido removida del género Oncidium a causa de su inusual hábito y tener una columna alada bi lobulada y hojas moteadas como Psychopsis.
La similitud entre Psychopsis  y Psychopsiella está bastante claro, tanto en las hojas de color verde oscuro manchado de marrón, como en la inflorescencia que es larga con solo una sola flor a la vez, dos o más de forma secuencial, con formas y colores iguales, sin embargo, Psychopsiella es mucho menor, en comparación, y entre otras diferencias, sus pseudobulbos son pequeñas y cordados, ovalados y no grandes, y sus flores tienen los sépalos  y pétalos  cortos y anchos, muy diferentes de Psychopsis  que son extremadamente largos y angostos, pero con los sépalos  dorsales anchos y con flecos, además el labio de Psychopsiella  es mucho menor en comparación con otros segmentos de la flor que en Psychopsis, donde es enorme.
Psychopsiella se caracteriza por tener rizoma rastrero corto, con pequeños pseudobulbos unifoliados agregados y adheridos al mismo, de la misma manera que algunas especies de Rudolfiella y Sophronitis. Las hojas son coriáceas, elípticas, gruesas pero flexibles. La inflorescencia surge de la base de pseudobulbos, es larga, recta o curva, con brácteas espaciados, sólo aparece una flor a la vez, en varias secuencias.
Las flores son muy grandes en relación con el tamaño de la planta, con sépalos y pétalos similares, obovadas, atenuadas en la base, ligeramente huecas, manchadas de color naranja pardo amarillento, sépalo dorsal más ancho que los otros. El labio es trilobulado, los lóbulos laterales oblongo redondeados, y la mediana con márgenes con flecos, con  dos o cuatro alas o aurículas laterales. La columna tiene alas grandes y bilobuladas, antera terminal con dos polinias obovadas.

## Distribución y hábitat
Este es un género monotípico cuya única especie es una pequeña epífita de crecimiento cespitosa, se encuentra en dos áreas distintas en Venezuela  y Río de Janeiro.

## Evolución, filogenia y taxonomía
Psychopsiella limminghei, fue propuesto por Lückel & Braem en Die Orchidee 33(1): 7 en el año 1982. La especie tipo el género es Psychopsiella limminghei (E.Morren ex Lindl.) Lückel y Braem, previamente descrita como Oncidium limminghei E. Morren ex Lindley.
Etimología
Psychopsiella: nombre genérico que se refiere a su parecido con el género  Psychopsis.
limminghei: epíteto
Sinonimia
- Oncidium limminghei E.Morren ex Lindl., Fol. Orchid. 6: 56 (1855).
- Psychopsis limminghei (E.Morren ex Lindl.) M.W.Chase, Bot. Mag. 22: 54 (2005).
- Oncidium echinophorum Barb.Rodr., Gen. Spec. Orchid. 2: 195 (1882).[2]